# Candelaria, Cuba
Candelaria là một đô thị và thành phố ở tỉnh Pinar del Río của Cuba.
Đô thị này được chia thành các phường (barrio) Barrancones, Bayate, Carambola, Frías, Lomas, Pasto Rico, Pueblo, Pueblo Nuevo, Punta Brava, Río Hondo, San Juan de Contreras và San Juan del Norte.
Đơn vị hành chính này được lập năm 1809, và được lập thành đô thị năm 1880.

## Thông tin nhân khẩu
Năm 2004, đô thị Candelaria có dân số 19.523 người. Diện tích là 299 km² (115,4 mi²), với mật độ dân số là 65,3người/km² (169,1người/sq mi).